# Ostrovskij rajon (Oblast' di Pskov)
L'Ostrovskij rajon (in russo Островский район?) è un rajon dell'Oblast' di Pskov, nella Russia europea; il capoluogo è Ostrov. Istituito il 1º agosto 1927, ricopre una superficie di 2.435 chilometri quadrati ed è solcato da numerosi fiumi, tra i quali il Velikaja.